# Liste der Wassertürme in Mannheim
Die Liste der Wassertürme in Mannheim verzeichnet die heute noch vorhandenen 18 Wassertürme in Mannheim, ergänzt um eine unvollständige Liste nicht mehr bestehender Türme. Der Wasserturm Friedrichsplatz ist eines der Wahrzeichen der Stadt. Die meisten Mannheimer Wassertürme sind als Zeugnisse der Industriekultur denkmalgeschützt.

## Wassertürme (vorhanden)
| Name                                                              | Bild | Baujahr     | Höhe         | Koordinaten             | Anmerkungen |
| ----------------------------------------------------------------- | ---- | ----------- | ------------ | ----------------------- | --- |
| Wasserturm Friedrichsplatz                                        |      | 1888        | ca. 60 Meter | 49,48404° N, 8,47549° O | Eines der Wahrzeichen von Mannheim. Fassungsvermögen: 2000 Kubikmeter, nach Kriegsbeschädigung ab 1962 wiederhergestellt, stillgelegt 2000. |
| Waldwasserturm Zellstofffabrik Waldhof                            |      | 1889        |              | 49,53399° N, 8,46746° O | Fassungsvermögen: 735 Kubikmeter. Der Turm ist der letzte von einst mehreren Wassertürmen der Zellstofffabrik und hat seinen Namen von dem firmeneigenen Wasserwerk im Käfertaler Wald, im Gegensatz zum einstigen Rheinwasserturm, der mit Wasser aus dem Rhein gespeist wurde. |
| Wasserturm der Firma Heinrich Lanz, Lindenhof                     |      | 1899        | 38,20 Meter  | 49,47242° N, 8,4734° O  | Fassungsvermögen: 216 Kubikmeter, nach Kriegsbeschädigung 1947 wiederhergestellt. |
| Wasserturm der Sunlicht-Seifenfabrik, Rheinau                     |      | ca. 1904/10 | 30,20 Meter  | 49,44058° N, 8,51163° O | Fassungsvermögen: 67,5 Kubikmeter, war Teil des 1993 abgerissenen Siedereigebäudes und steht seitdem isoliert. |
| Wasserturm der Kläranlage, Friesenheimer Insel                    |      | 1904        |              | 49,51836° N, 8,45947° O | Anstelle der heutigen Stahlkonstruktion hatte der Turm ursprünglich einen mit einer Holzkonstruktion mit Spitzdach verkleideten Wasserbehälter. |
| Wasserturm der Rheinischen Gummi- und Zelluloidfabrik, Neckarau   |      | 1905        | 43 Meter     | 49,45536° N, 8,49699° O | Fassungsvermögen: 200 Kubikmeter. Der Turm war einst von Fabrik- und Verwaltungsgebäuden umgeben und steht seit deren Abriss isoliert. |
| Wasserturm Feudenheim                                             |      | 1905/06     | 44,10 Meter  | 49,49034° N, 8,52906° O | Fassungsvermögen: 350 Kubikmeter, seit 1976 zu Wohnzwecken umgenutzt. |
| Wasserturm Wallstadt                                              |      | 1905        | 40,43 Meter  | 49,49907° N, 8,54426° O | Fassungsvermögen: 190 Kubikmeter, seit den frühen 1980er Jahren zu Wohnzwecken genutzt. |
| Wasserturm Straßenheim                                            |      | 1905        |              | 49,51253° N, 8,57621° O | Wurde bereits mit der Eingemeindung Straßenheims 1930 außer Betrieb genommen. |
| Wasserturm der Rheinischen Gummi- und Zelluloidfabrik, Rheinau    |      | um 1905/06  |              | 49,42513° N, 8,52555° O | Hatte ursprünglich ein steiles Pyramidendach, das später gegen ein flacheres Dach ersetzt wurde. Die im Inneren befindliche Behälterkonstruktion aus zwei übereinander liegenden, quadratischen Stahlbetonbehältern mit jeweils 100 Kubikmeter Fassungsvermögen ist außergewöhnlich. |
| Bahnwasserturm Rangierbahnhof Neckarau                            |      | 1906        |              | 49,46213° N, 8,50538° O | Zur Versorgung von Lokomotiven sowie der Waggon-Entseuchungsanlage. Wird seit dem Abzug der letzten Dampflokomotive aus Mannheim 1972 nicht mehr genutzt. |
| Wasserturm der Pfälzischen Mühlenwerke, Friesenheimer Insel       |      | 1906        |              | 49,50945° N, 8,45567° O | Fassungsvermögen: 30 Kubikmeter. Der Turm ist in die Front des Fabrikgebäudes integriert und speist ausschließlich die Sprinkleranlage der Mühle. |
| Wasserturm der Papierfabrik Papyrus, Waldhof                      |      | 1908        |              | 49,53505° N, 8,45921° O | Fassungsvermögen: 123 Kubikmeter. |
| Wasserturm Luzenberg                                              |      | 1906/09     |              | 49,51663° N, 8,47435° O | Fassungsvermögen: 2000 Kubikmeter. Der Turm übernahm 1909 anstelle des Wasserturms am Friedrichsplatz die Druckhaltung im Leitungsnetz, stillgelegt 1976. |
| Wasserturm der Chemischen Fabrik Lindenhof C. Weyl & Co., Waldhof |      | 1910        | 40,68 Meter  | 49,52743° N, 8,47455° O | Fassungsvermögen: 300 Kubikmeter, das Wasser wird für chemische Verfahren und als Löschwasser benötigt. |
| Wasserturm Seckenheim                                             |      | 1911        | 37,70 Meter  | 49,46291° N, 8,55513° O | Fassungsvermögen: 350 Kubikmeter. Seit 1956 stillgelegt und inzwischen zu einem Museum über die Firmen- und Aufzugsgeschichte der Familie Lochbühler umgebaut. |
| Wasserturm der Spiegelmanufaktur, Waldhof                         |      | 1911        |              | 49,52129° N, 8,47252° O | Ersetzte zwei ältere Wassertürme und hatte ursprünglich ein Fassungsvermögen von 300 Kubikmetern, bevor der Turmkopf 1960 in seiner heutigen Gestalt mit einem 580 Kubikmeter fassenden Behälter erneuert wurde. Das Wasser dient der Kühlung der Walzen für die Herstellung von Flachglas und wird danach in den Vorratsbehälter zurückgeleitet, auf dem sich zwei Kühler für die Wärmeabfuhr befinden. |
| Wasserturm der Firma Bopp & Reuther, Waldhof                      |      | um 1920     |              | 49,52837° N, 8,48517° O | Fassungsvermögen: ca. 50 Kubikmeter. Der bis 1990 in Betrieb befindliche Turm speicherte kein Lösch- oder Brauchwasser, sondern diente der Druckregulierung bei der Prüfung und Eichung von Kleinwassermessern. |

## Wassertürme (abgerissen)
| Name                                       | Bild | Baujahr | Abriss | Höhe                    | Koordinaten             | Anmerkungen |
| ------------------------------------------ | ---- | ------- | ------ | ----------------------- | ----------------------- | --- |
| Rheinwasserturm Zellstofffabrik Waldhof    |      | 1887    | 1988   | 21 m (Wasserspiegel)    | 49,5339° N, 8,46719° O  | Fassungsvermögen: ca. 550 Kubikmeter. |
| Wasserturm Rheinau                         |      | 1898    | 1976   |                         | 49,43504° N, 8,52302° O | Der Wasserturm mit einem Fassungsvermögen von 1000 Kubikmetern stand in der Nähe der Einmündung der Stengelhofstraße in die Karlsruher Straße. |
| Wasserturm der Benz & Cie., Neckarstadt    |      | 1911    | 2009   | 26,80 m (Wasserspiegel) | 49,50121° N, 8,47278° O | Kugelbehälter auf Fachwerkbock, Fassungsvermögen: 100 Kubikmeter. Der Wasserturm wurde trotz Denkmalschutz im April 2009 abgerissen.           |
| Wasserturm der John-Deere-Werke, Lindenhof |      | 1965/66 | 2021   | ca. 50 Meter            | 49,46973° N, 8,47518° O | Vollständig geschweißter Stahlwasserturm, diente zum pumpenlosen Betrieb der Sprinkleranlage der John-Deere-Werke.                             |